# Csepelényi Ferenc
Csepelényi Ferenc (Győr, 1676 – Buda, 1737. május 27.) bölcselet- és hittudós, jezsuita rendi tanár, a nagyszombati egyetem kancellárja.

## Élete
1691-ben lépett a jezsuita rendbe; a bölcseletet 1695-ben Nagyszombatban, a teológiát Grazban és Bécsben hallgatta. Tanulmányainak végeztével Erdélybe küldetett, hol világi ruhában több tantárgyat tanított. Innét a felsőbb tanulmányok előadására Kassára, majd Nagyszombatba helyeztetett. Trencsénben hét évig volt a collegium rectora és a növendékpapok mestere; azután Pozsonyban háromig, Kassán egy évig és Egerben is volt igazgató; végül 1732-ben a nagyszombati főiskola kancellárja lett.

## Munkái
- Discursus politici de variis reipublicae gubernandae formis. Tyrnaviae, 1709
- Septemviri ductae Tyrnaviam coloniae sapientiae, seu grata eorum memoria, quorum stat beneficio universitatis. Uo. 1711
- Senae senis universitatis Tyrnaviensis, divis indigetibus erectae arae. Uo. 1712
- Ecclesia toto terrarum orbe de idololatria, haeresi, chismate, in ortu, et progressu, a primis initiis ad nostra usque tempora… triumphans. Partes II. Uo. 1717
- Halotti beszéde, melyet Illésházi József gróf temetésén mondott magyar nyelven, szintén megjelent.

### Kéziratban
- Tractatus theologicus de peccatis, gratia et merito, praelectus in universitate Cassoviensi 1718. (Ívrét 153 levél, amely a gyulafehérvári Batthyány-könyvtárba került.)